# Nikolai Vassílievitx Artsibúixev
Nikolai Vassílievitx Artsibúixev, rus: Николай Васильевич Арцыбушев, Tsàrskoie Seló, Rússia, 7 de març de 1858 - París, França, 15 d'abril de 1937) fou compositor nascut a Rússia.
Fou deixeble de Rimski-Kórsakov. Estretament lligat amb els promotors del moviment nacionalista musical (Grup dels Cinc), les tendències dels quals propagava en els grans cercles artístics, el 1908 fou nomenat president de la Societat Musical Russa, succeint a Rimski-Kórsakov en la presidència de la Societat Protectora de l'Art Rus.Emigrat a França el 1920 s'establí a París, on es trobava al front d'una editorial russa Belàiev.
És autor de moltes obres per a piano; d'un Vals-fantasia per a orquestra; una Serenata per a quartet de corda, i diversos arranjaments orquestrals d'obres de Mússorgski, Borodin i Rimski-Kórsakov.